# Damian Bryl
Damian Bryl (ur. 10 lutego 1969 w Jarocinie) – polski duchowny rzymskokatolicki, doktor nauk teologicznych, biskup pomocniczy poznański w latach 2013–2021, biskup diecezjalny kaliski od 2021.

## Życiorys
Urodził się 10 lutego 1969 w Jarocinie. W 1988 ukończył tamtejsze liceum ogólnokształcące i zdał egzamin dojrzałości. Odbył studia w Arcybiskupim Seminarium Duchownym w Poznaniu. Święceń prezbiteratu udzielił mu 26 maja 1994 arcybiskup metropolita poznański Jerzy Stroba. W 1995 na Papieskim Wydziale Teologicznym w Poznaniu uzyskał licencjat z teologii. W latach 1996–1999 odbył studia doktoranckie na Universidad de Navarra w Pampelunie (w Hiszpanii), które ukończył ze stopniem doktora nauk teologicznych na podstawie dysertacji «Indole secularis» duchowości ludzi świeckich w nauczaniu Jana Pawła II (1978–1999).
W latach 1994–1996 pracował jako wikariusz w parafii Najświętszego Serca Pana Jezusa w Środzie Wielkopolskiej, a w latach 1999–2001 pomagał w pracy duszpasterskiej w parafii Bożego Ciała w Poznaniu. W archidiecezji poznańskiej został członkiem rady ds. formacji kapłańskiej i rady duszpasterskiej. W 2010 otrzymał godność kanonika honorowego Kapituły Metropolitalnej w Poznaniu.
Od czasu powrotu ze studiów zagranicznych w 1999 do sierpnia 2001 pełnił funkcje spowiednika i kierownika duchowego alumnów Arcybiskupiego Seminarium Duchownego w Poznaniu. Następnie został ojcem duchownym w tym seminarium. W latach 2006–2010 pracował na stanowisku adiunkta na Wydziale Teologicznym Uniwersytetu im. Adama Mickiewicza w Poznaniu. W 2009 został zastępcą przewodniczącego, a w 2011 przewodniczącym Sekcji Ojców Duchownych Seminariów Diecezjalnych i Zakonnych. Pracował w redakcji miesięcznika „Katecheta”, w latach 1999–2000 na stanowisku zastępcy redaktora naczelnego, następnie od 2000 do 2006 jako redaktor naczelny. Był ponadto redaktorem czasopisma „Teologia i Moralność”.
13 lipca 2013 papież Franciszek mianował go biskupem pomocniczym archidiecezji poznańskiej ze stolicą tytularną Suliana. Święcenia biskupie otrzymał 8 września 2013 w bazylice archikatedralnej Świętych Apostołów Piotra i Pawła w Poznaniu. Konsekrował go Stanisław Gądecki, arcybiskup metropolita poznański, któremu asystowali arcybiskup Celestino Migliore, nuncjusz apostolski w Polsce, i Zdzisław Fortuniak, biskup pomocniczy poznański. Jako zawołanie biskupie przyjął słowa „Caritas Christi urget nos” (Miłość Chrystusa przynagla nas), zaczerpnięte z Drugiego Listu do Koryntian (2 Kor 5,14). W archidiecezji poznańskiej objął urząd wikariusza generalnego.
25 stycznia 2021 papież Franciszek mianował go biskupem diecezjalnym diecezji kaliskiej. Diecezję objął kanonicznie 11 lutego 2021, ingres do katedry św. Mikołaja Biskupa w Kaliszu odbył 27 marca 2021, zaś ingres do konkatedry św. Stanisława Biskupa w Ostrowie Wielkopolskim odbył 27 czerwca 2021.
W Konferencji Episkopatu Polski został członkiem Komisji Wychowania Katolickiego, Komisji Duchowieństwa, Rady ds. Rodziny i Ogólnopolskiego Komitetu Organizacyjnego Obchodów 1050. Rocznicy Chrztu Polski w 2016 roku. W 2020 został wybrany do Rady Stałej.
Był współkonsekratorem podczas sakr biskupów pomocniczych poznańskich: Szymona Stułkowskiego (2019) i Jana Glapiaka (2021).